# Müllerstraße (Berlin)
Die Müllerstraße (ⓘ) in Berlin ist mit einer Länge von rund 3,5 Kilometern die Hauptgeschäftsstraße im Ortsteil Wedding des Bezirks Mitte. Sie verläuft als Fortsetzung der Chausseestraße weiter Richtung Nordwesten und geht hinter dem U-Bahnhof Afrikanische Straße in die Scharnweberstraße über, die zum Kurt-Schumacher-Platz in Reinickendorf führt. Auf dem gesamten Verlauf der Müllerstraße bedient die Linie U6 der Berliner U-Bahn insgesamt sechs Stationen.

## Lage
Die Straße ist eine der drei Hauptverkehrsstraßen durch den Ortsteil. Sie reicht vom Südosten (Fortsetzung der Chausseestraße) bis zur Scharnweberstraße im Nordosten im Bezirk Reinickendorf. Ihren Namen verdankt sie den rund 25 früher hier angesiedelten Mühlen, die vor allem um den Weddingplatz standen.

## Geschichte

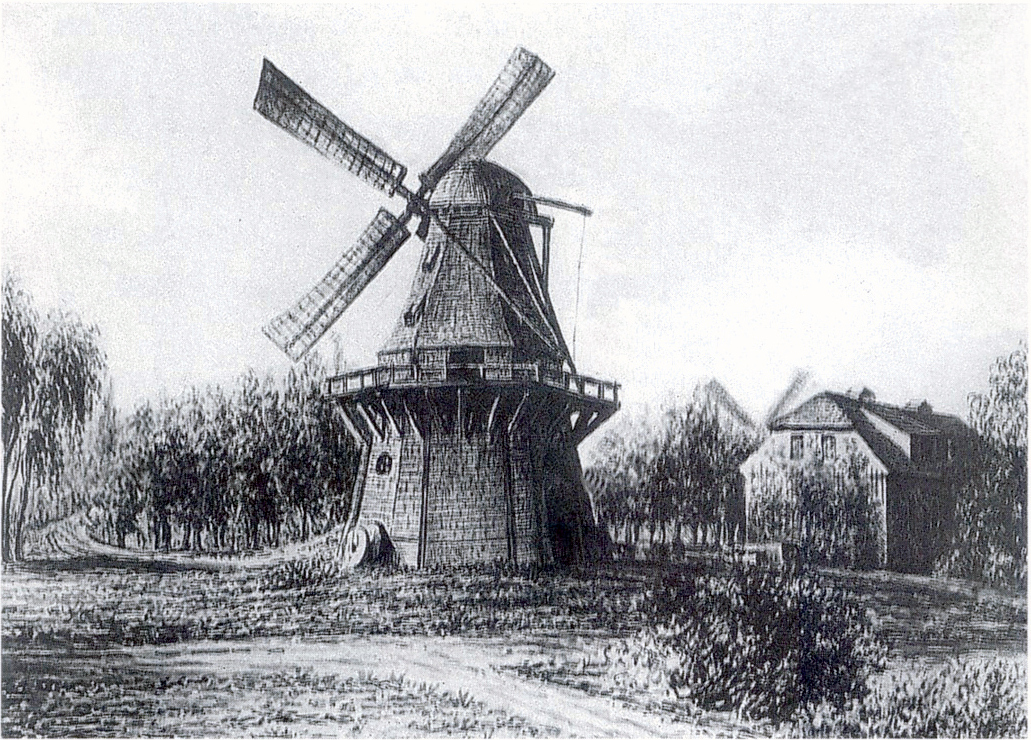
Windmühle Müllerstraße 166, 1870 beim Bau der Ringbahn abgerissen
(Zeichnung von Ernst Müller von Sondermühlen)

### Aus einem Handels- und Heerweg wird eine Siedlungsstraße
Auf dem Gebiet der Müllerstraße lag ursprünglich der Heerweg nach Ruppin, der um das Jahr 1800 bis nach Tegel zu einer gepflasterten Chaussee ausgebaut wurde.
Die Straße war auch als Straße nach Oranienburg oder Straße nach Hamburg bekannt.
Die erste bekannte Mühle war eine Holländermühle des Müllers Kloß, die dieser 1809 errichtete. Sie stand an der Ecke zur Gerichtsstraße. Von dieser stammt auch das einzig bekannte Bild einer Mühle an der Müllerstraße, das der Maler Pape 1855 anfertigte. 1810 folgte die Bockwindmühle des Müllers Streichan auf dem Grundstück der heutigen Hausnummer 155. Streichan baute 1819 zwei weitere Mühlen. Die 22 Mühlen, die 1846 an der Müllerstraße standen, machten die Straße zum größten Mühlenstandort Berlins. Vor allem waren hier Getreidemühlen aktiv, dazu kamen einige Lohnmühlen.
Die ersten Kolonistenhäuser entstanden Ende des 18. Jahrhunderts an der damaligen Straße nach Tegel etwa zeitgleich mit der Besiedlung des späteren Weddingplatzes. Bis 1805 gab es in der Müllerstraße vier Wohnhäuser. Darunter die Gaststätte Oldenburger Hof, die bis 1952 bestand. Ab 1818 kamen weitere Häuser hinzu, Hausnummern erhielten die Grundstücke ab 1832. Ebenfalls Ende des 18. Jahrhunderts siedelten sich die ersten Mühlen an der Straße an. Der Standort eignete sich, da die Stadtheide, die ursprünglich auf dem Gebiet des Weddings lag, im 18. Jahrhundert abgeholzt worden war. Die Gegend lag brach und war deshalb starkem Wind ausgesetzt.

### 19. Jahrhundert bis um 1945
Die Mühlen an der Müllerstraße waren mit ursächlich für das Entstehen der Industrie an Chausseestraße und der unteren Müllerstraße, im Feuerland. Die Ansammlung von Mühlen führte bereits im frühen 19. Jahrhundert dazu, dass sich in der Nähe Produzenten von Mühlen- und Triebwerken oder Mühlenaufzügen ansiedelten, die eine Keimzelle der späteren Industrie bildeten.
Pläne, die Straße nach dem Gemeindevorsteher des Vorwerks Wedding – Christian Fritz Moritz – oder dem Müllermeister Streichan zu benennen, schlugen fehl, da beide Personen dies ablehnten. Schließlich vergab die Kommune einen Namen nach den Müllern im Allgemeinen.

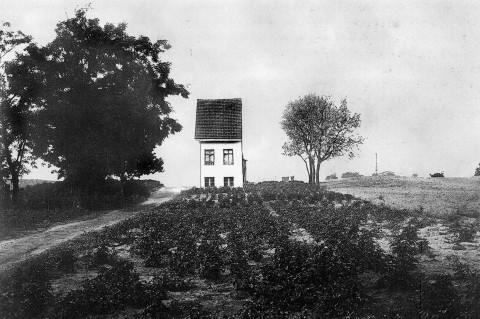
„Schmales Handtuch“, Müllerstraße 83, Gärtnerhaus aus dem frühen 19. Jahrhundert

Mitte des 19. Jahrhunderts begann bereits der Niedergang der Mühlen. Zahlreiche neue Mühlen entstanden in der ganzen Stadt, die den Konkurrenzdruck erhöhten. Darunter waren auch Mühlen, die mit Dampf und später mit elektrischem Strom betrieben wurden, und industrielle Großmühlen, wie die Victoria-Mühle in Kreuzberg, die Humboldtmühle in Tegel und die Schütt-Mühle in Moabit, gegen die die traditionellen Mühlen an der Müllerstraße nicht konkurrenzfähig waren. Zunehmende Bebauung durch Wohngebäude und eine wachsende Ansammlung von Industrie im 19. Jahrhundert sorgten zudem für einen Verdrängungswettbewerb innerhalb der Straße, sodass die letzte Mühle 1880 ihren Betrieb einstellte.
Ernst Christian Friedrich Schering erwarb 1858 das Gelände an der Müllerstraße 170 und begann dort mit dem Bau einer chemischen Fabrik, den späteren Schering-Werken. Im Wedding, in dem Ende des 19. Jahrhunderts noch zahlreiche Flächen frei waren, siedelte sich Industrie an, die die Bewohnerstruktur der Müllerstraße maßgeblich prägte. Direkt in der Müllerstraße 65 ließ das Unternehmen Dr. Max Levy GmbH, seinerzeit der größte Betrieb des elektrotechnischen Maschinenbaus in privater Hand, Fabrikations- und Verwaltungsgebäude errichten. An der Ecke Müllerstraße/Utrechter Straße entstand 1898 mit Wittler die erste Bäckerei Berlins, die nach industriellen Maßstäben fertigte und zeitweise die größte Bäckerei Europas war. Andere wichtige Unternehmen direkt in der Straße waren die Elektrizitätsgesellschaft Sanitas, die Geräte für Röntgentechnik und Lichtheilmethoden herstellte und das Unternehmen Schwanitz, das ab 1885 technische Gummiwaren produzierte. Die Stadtentwicklung beschleunigte sich außerdem durch die Ansiedlung von Technikwissenschaften wie dem Rudolf-Virchow-Klinikum mit dem Robert Koch-Institut, der Ingenieurschule Beuth (seit 2021: Berliner Hochschule für Technik) und dem Institut für Zuckerindustrie, die Wissenschaftler und Studenten an die Straße brachten.
In seinen Bildern aus dem Berliner Leben von 1884 beschrieb der Schriftsteller Julius Rodenberg den südlichen Teil der Müllerstraße bis zum Leopoldplatz:

„Einstweilen jedoch ist die Müllerstraße nur erst streckenweise bebaut, links sind Fabriken, rechts sind Gärten; dann kommt wieder eine Reihe Häuser, zwischen denen sich gleichfalls noch großenteils unbebaute Straßen abzweigen, dann wieder offnes Land, so daß man meint, hier sei die Stadt am Ende, bis sie nach einiger Zeit abermals beginnt. Viel Grün ist hier und alles gut gehalten. An der Ecke der Gerichtsstraße, die – vom Humboldthain herabkommend – hier in die Müllerstraße mündet, ist eine schöne, umfangreiche Anlage, Ruheplatz genannt, mit Rasenplätzen, Bosquets und schattigen Bäumen, unter welchen die Kinder spielen und alte Männer in sonntäglichem Behagen mit der langen Pfeife sitzen. Etwas weiter, ebenfalls auf einem Platze mit Rasen, Beeten und Büschen, an denen der Flieder in voller Blüte steht, die Nazarethkirche.“

Die Erschließung und Besiedlung konzentrierte sich dabei auf den innenstadtnäheren südlichen Bereich der Straße. Während bis 1915 das gesamte Gebiet südlich der Seestraße erschlossen war, wiesen weiter im Norden nur wenige Straßen um die Müllerstraße herum eine Bebauung auf, einzelne Neubaugebiete waren noch durch große unbebaute Flächen getrennt. Rodenberg beschrieb den Norden der Straße ab dem Leopoldplatz:

„Von hier ab hören die Häuser fast ganz auf, und man hat zu beiden Seiten die Landschaft: zur Linken das Grün und den dunklen Waldstreifen der Jungfernheide, zur Rechten die Sandhügel der Reinickendorfer Gemarkung. Hier sind nur noch Kirchhöfe; der nächste der Begräbnisplatz der Charité.“

Einer der Gründe für die schleppende Besiedlung des Nordens war die Existenz der städtischen Abdeckerei, deren Geruchsemissionen als maßgebliches Hindernis zum Wohnbau wahrgenommen wurden. Diese hatte ihren Sitz erst auf dem Gelände des späteren Rudolf-Virchow-Krankenhauses und wurde – um dem Krankenhaus Platz zu machen – in den 1873 an die nördliche Müllerstraße verlegt. Nachdem die Stadt Berlin den Betrieb über mehrere Jahrzehnte verpachtet hatte, war sie seit 1903 direkt für die Tierkörperbeseitigung zuständig. Da ein Standort innerhalb des Stadtgebietes als nicht mehr vertretbar erschien, baute Berlin in Rüdnitz bei Bernau eine neue Abdeckerei. 1908 stellte die Abdeckerei in der Müllerstraße ihren Betrieb ein. Die Besiedlung des Nordens ging aber auch danach nicht rascher. Noch 1930 beschrieb der Schriftsteller Alexander Graf Stenbock-Fermor in seinem Buch Deutschland von unten die Müllerstraße nördlich der Seestraße:

„Auf einmal scheint die Großstadt aufzuhören. Ich gehe durch eine breite, fast ländliche Ebene. Die wachsende Weltstadt kann die Spuren der alten Landschaft nicht ganz verwischen. […] Am Horizont Fabrikschlote. Irgendwo ein Stück Wald. Gewellte Flächen. Mauern. Schutthaufen. Schienen. Weiße, klare neue Siedlungshäuser. Eine verworrene, zerrissene Landschaft.“

Die Industrialisierung sorgte für den Männerwall – einen Ring von Gebieten um die Kernstadt herum, in denen deutlich mehr Männer als Frauen lebten, die Müllerstraße wurde auch dazu gezählt. Um 1900 entwickelte sich um die Müllerstraße eine Vergnügungsmeile mit zahlreichen Kinos. Das erste Kino im Wedding eröffnete 1905 an der Müllerstraße 7 (seit den 1980er Jahren: Parkhaus von Bayer-Schering).
Ein gutbekanntes Kino an der Müllerstraße ist das Alhambra, das 1916 als Apollo eröffnet wurde und mehrere Besitzerwechsel, einen Abriss und Neubau überdauert hat.
Am 4. Dezember 1874 eröffnete die damalige Große Berliner Pferde-Eisenbahn eine von der Chausseestraße kommende Straßenbahnlinie zum Weddingplatz. Die Strecke wurde in zwei weiteren Abschnitten bis zum 13. Mai 1876 bis zur Weichbildgrenze am nördlichen Ende der Müllerstraße verlängert. Ab dem 3. Juni 1881 bestand eine Fortführung über die Weichbildgrenze hinaus nach Tegel. Am 13. Juli 1900 eröffnete die Große Berliner Straßenbahn den elektrischen Betrieb auf der Strecke, die spätestens bis zu diesem Zeitpunkt zweigleisig ausgebaut war.
Die Müllerstraße als zentrale Straße im „Roten Wedding“ war ein Zentrum von KPD und SPD in der Weimarer Republik. Von besonderer Bedeutung waren dabei die Pharussäle in der Müllerstraße 143, die als „zweites Wohnzimmer“ der Berliner KPD galten.
Im Jahr 1923 erfolgte mit der Inbetriebnahme der heutigen U-Bahn-Linie U6 vom Halleschen Tor zur Seestraße der Anschluss an das U-Bahn-Netz. 1927 ging der Straßenbahnbetriebshof Müllerstraße in Betrieb. Mit der Verlängerung der U-Bahn von der Seestraße in zwei Etappen bis Tegel stellten die Berliner Verkehrsbetriebe den Straßenbahnverkehr auf der Müllerstraße zum 1. Juni 1958 ein. Der Betriebshof wurde bis 1960 für den Omnibusbetrieb umgebaut. Mit der Fertigstellung des U-Bahnhofs Leopoldplatz wurde 1961 die Straße auch an die U-Bahn-Linie G (heute: Linie U9) angeschlossen.

### Mai 1945 bis zum Mauerfall am 9. November 1989
Bis in die 1960er Jahre hinein war die Müllerstraße als Kinomeile bekannt.
Durch den Bau der Berliner Mauer geriet das südliche Ende der Müllerstraße in eine Randlage direkt an der Mauer. Das soziale und kommerzielle Zentrum der Straße, das ursprünglich am Weddingplatz gelegen hatte, verschob sich weiter nach Norden an den Leopoldplatz. Dieser Bereich profitierte vom Wirtschaftswunder. Die Müllerstraße, wechselnd als „Corso des Weddings“ oder „Ku’damm des Nordens“ bezeichnet, war ein beliebtes Ausgehviertel und hatte zahlreiche Fachgeschäfte und Kaufhäuser.
In der Müllerstraße 74, die bis zum Abzug der Besatzungstruppen zum französischen Bereich gehörte, hatten Planer einen eigenen Kinoort errichtet. Neben den Truppen war die Einrichtung aber auch für Anwohner frei.

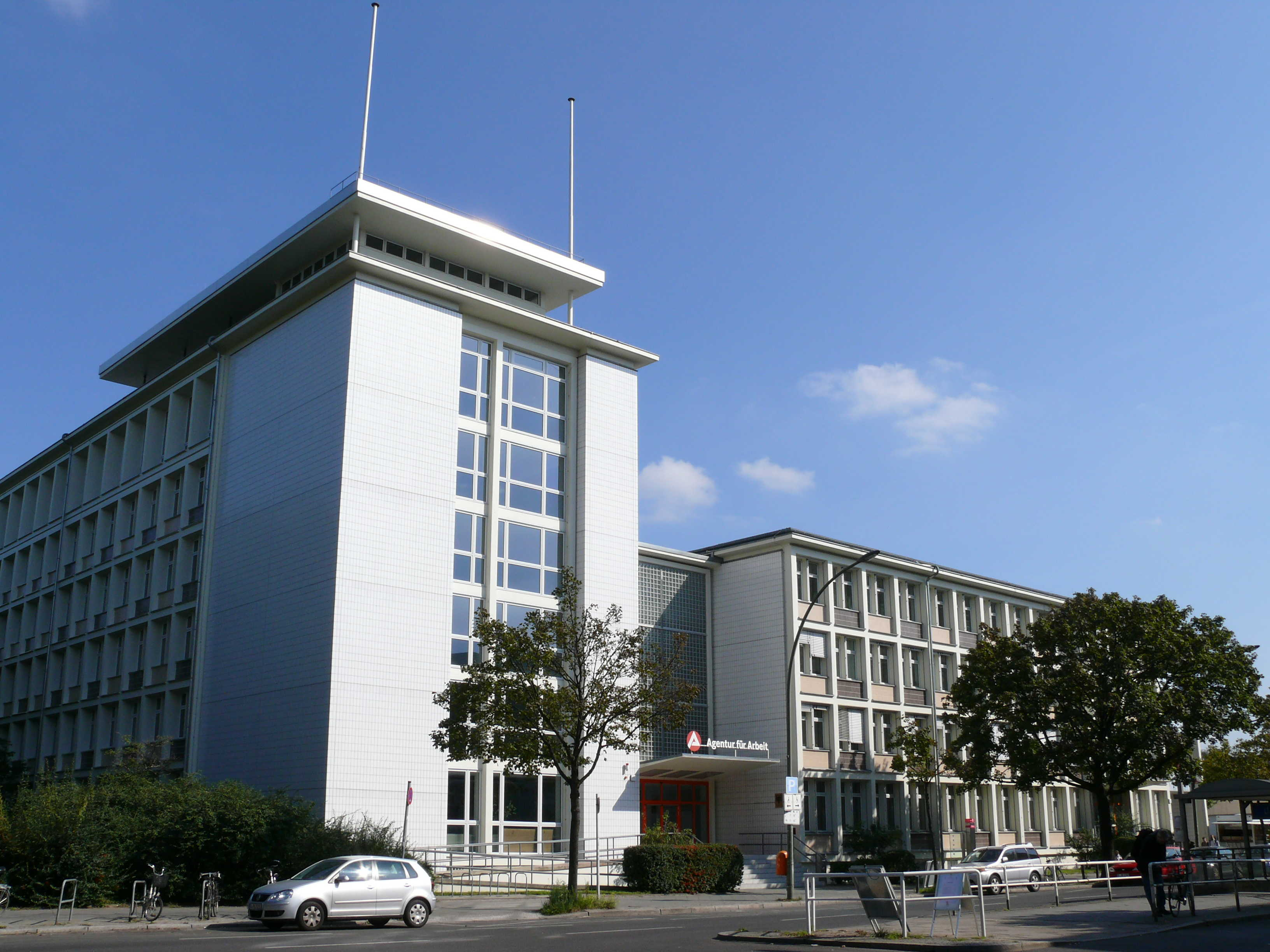
Jobcenter in der Müllerstraße

### Seit 1990
Im Jahr 2007 wurde das Kino der ehemaligen Besatzungstruppen geschlossen. Im Jahr 2014 fanden sich zwei Betreiberinnen, die es modernisieren ließen und sich auf die Wiedergabe von Dokumentar- und Arthouse-Filmen sowie auf Filme, die in großen Kinos nicht sehr erfolgreich gezeigt werden, spezialisierten. Neben Filmvorführungen organisieren die Betreiberinnen auch Diskussionsrunden. Sie arbeiten mit dem Restaurant Pastis im Vorderhaus zusammen, in dem die Besucher nach der Vorführung ein Menü erhalten können. Im Jahr 2016 wählten die Organisatoren der Berlinale das unter dem Namen City Kino Wedding agierende Filmtheater mit 219 Plätzen als einen Spielort.
Nach dem Fall der Mauer verlor die Müllerstraße an Attraktivität. Um 1990 prognostizierte die Stadtverwaltung noch einen Aufstieg, da die Straße nicht mehr in Randlage zur Berliner Mauer lag. 1996 beschrieb die Berliner Zeitung die Straße noch als „Ku’damm des Wedding … eine pulsierende Geschäftsstraße mit einem Anflug von Eleganz.“ Tatsächlich wirkte sich aber der Niedergang der Industrie im Berliner Norden aus. Restaurants und alteingesessene Geschäfte verschwanden. Die Räume standen oft entweder ganz leer oder wurden durch Discounter-Ketten oder Spielhallen ausgefüllt. 2011 schloss mit C&A das neben Karstadt letzte große Kaufhaus an der Müllerstraße. Der Konzern begründete das mit den „Veränderungen im Bereich der Müllerstraße“, die das Kaufhaus dort nicht mehr rentabel machten. Aktuell wird der Einzelhandel der Straße von kleinen inhabergeführten Geschäften dominiert, die sich in ihrem Angebot auf eine finanzschwache Klientel spezialisiert haben. Anstelle der 2012 abgerissenen Müllerhalle entstand ein Kaufland-Einkaufszentrum, das den gleichen Namen trägt.
Die Straße wurde 2009 in das Bund-Länder-Programm Aktive Stadtzentren aufgenommen. Ziel ist, die Müllerstraße als attraktives und wirtschaftliches Zentrum zu stärken, neue Potenziale durch Mitwirkung und Partnerschaften vor Ort zu erschließen und das Gebiet um die Müllerstraße gleichzeitig als Ort des Wohnens, der Bildung, Kultur und Freizeit zu erhalten und weiterzuentwickeln. Seit April 2011 ist die Müllerstraße darüber hinaus Sanierungsgebiet (12. RVO). Als Schlüsselmaßnahmen gelten dabei der Neubau der Stadtteilbibliothek am Rathausplatz Wedding, die zu einem Bildungs- und Lernzentrum für Familien ausgebaut werden soll, die Umgestaltung des Leopoldplatzes zusammen mit seinen Nutzern, die Umorganisierung des Radverkehrs und die Einrichtung eines Gebietsfonds.

## Öffentliche Flächen
Der Leopoldplatz bildet den Kreuzungsbereich mit der Luxemburger und der Schulstraße, er gilt als Mittelpunkt des Ortsteils Wedding. Ein weiterer Knotenpunkt ist der Kreuzungsbereich mit der Seestraße. Zwischen diesen beiden Bereichen befindet sich neben vielen Geschäften das Rathaus Wedding mit dem umgestalteten Rathausvorplatz, dessen Fertigstellung für 2017 geplant war. Kleine Plätze an der Straße sind neben dem Platz am Rathaus Wedding, weiter südlich der Max-Josef-Metzger-Platz mit einer Trümmerstele und der Weddingplatz.

## Bebauung

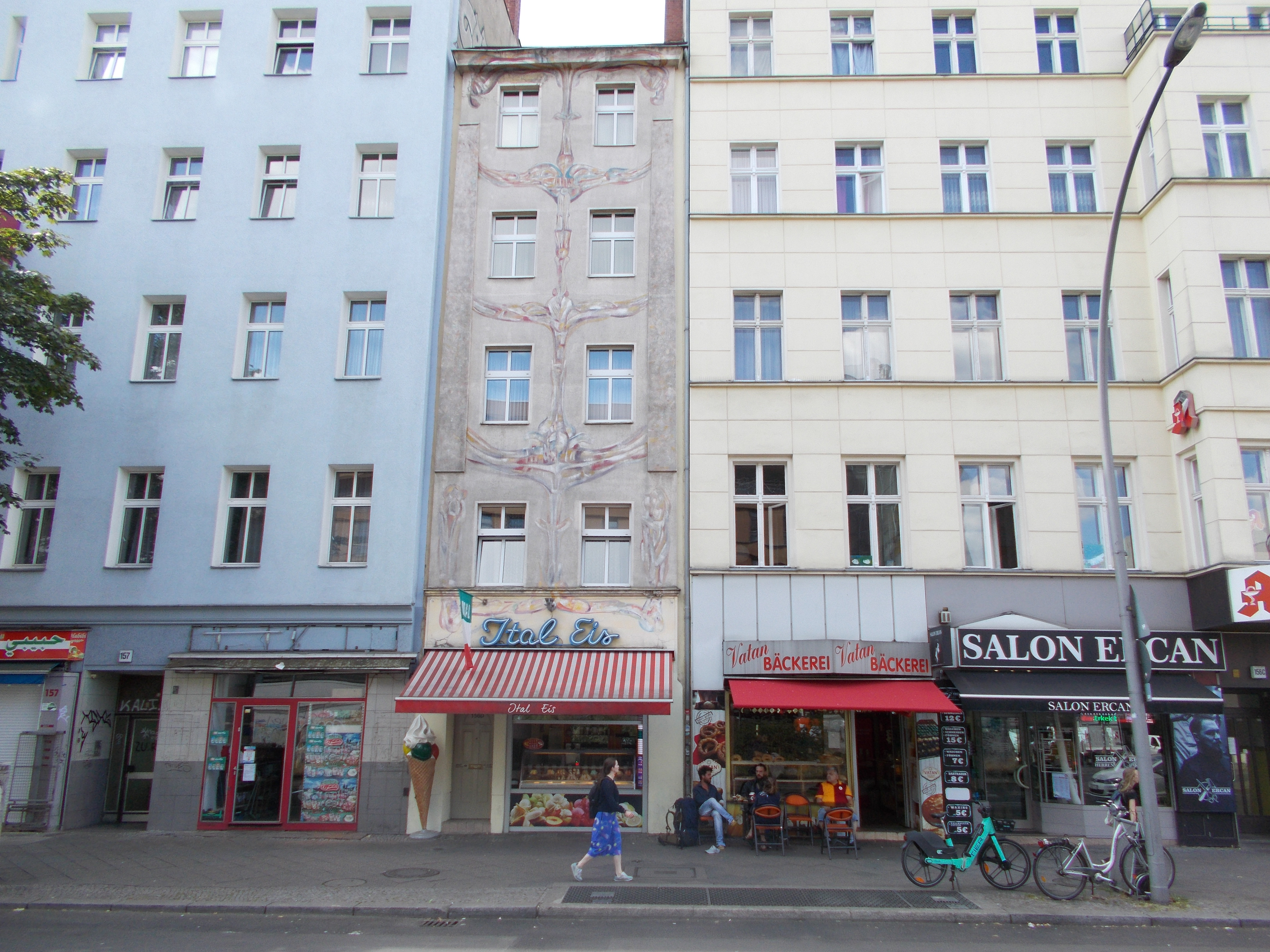
Müllerstrasse 156, schmalstes Haus im Berliner Norden

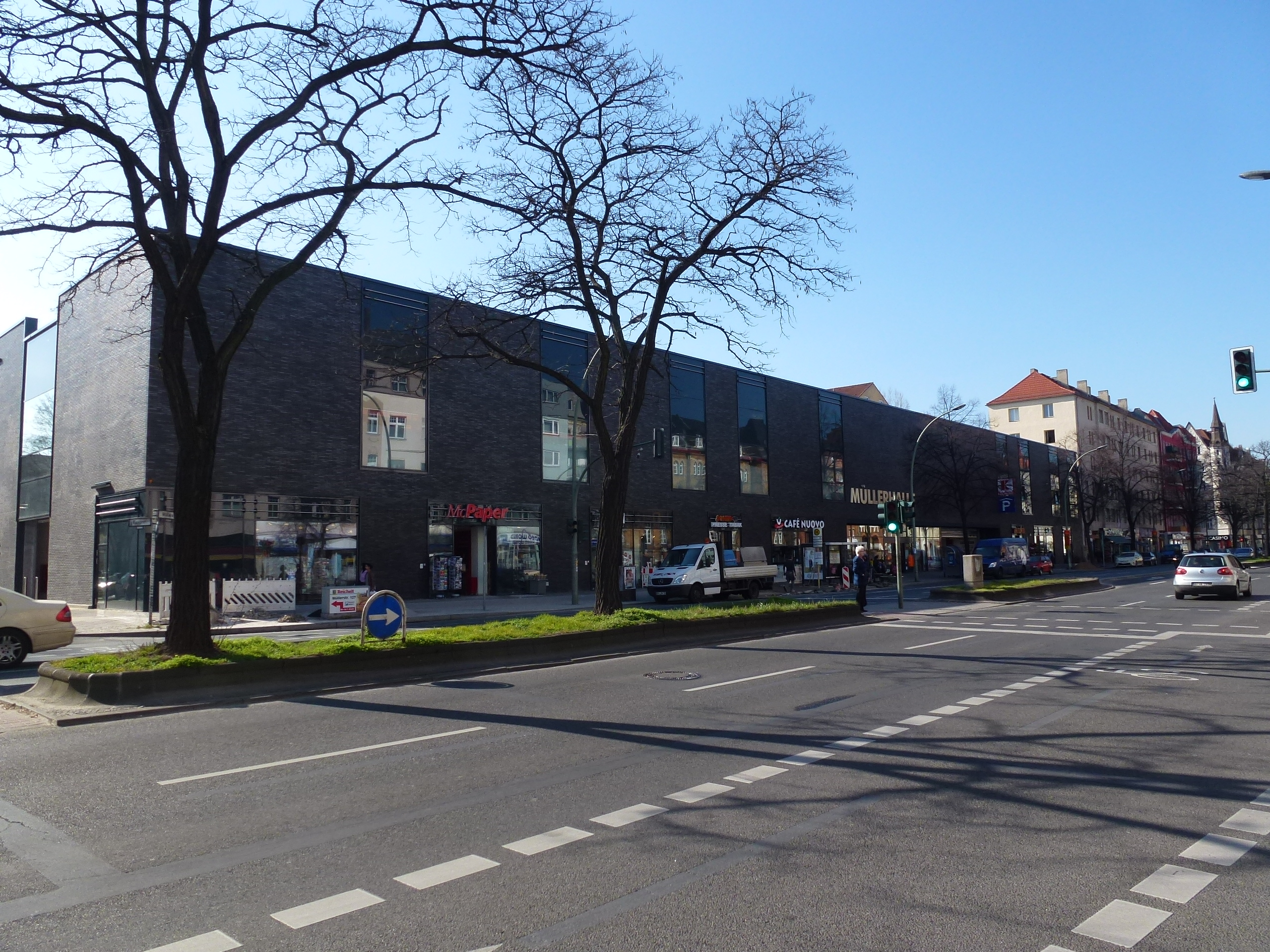
Neubau der Müllerhalle

Die Bebauung der Müllerstraße erfolgte vor allem nach der Wende vom 19. zum 20. Jahrhundert und vor 1919, eine geschlossene Blockbebauung überwiegt dabei. Sie wird durchbrochen von großen Flächen mit einzelnen öffentlichen oder gewerblichen Gebäuden.
Prägende öffentliche Bauten sind das Rathaus Wedding, das zwischen 1928 und 1930 nach der Gründung des Bezirks Wedding entstand und dessen Erweiterungsbau mit Hochhaus von 1962 bis 1964, der das Selbstbewusstsein des im Wirtschaftswunder prosperierenden Bezirks zeigen sollte. Das in der Nähe des Bahnhofs Wedding befindliche Arbeitsamt Wedding erlangte deutschlandweite Bekanntheit: ein Foto dieses Arbeitsamtes war über viele Jahre das Symbolbild der Tagesschau für Berichte zur Arbeitslosigkeit.
Einige Bauten, Plätze und Baudenkmale entlang der Müllerstraße
- Alte Nazarethkirche,

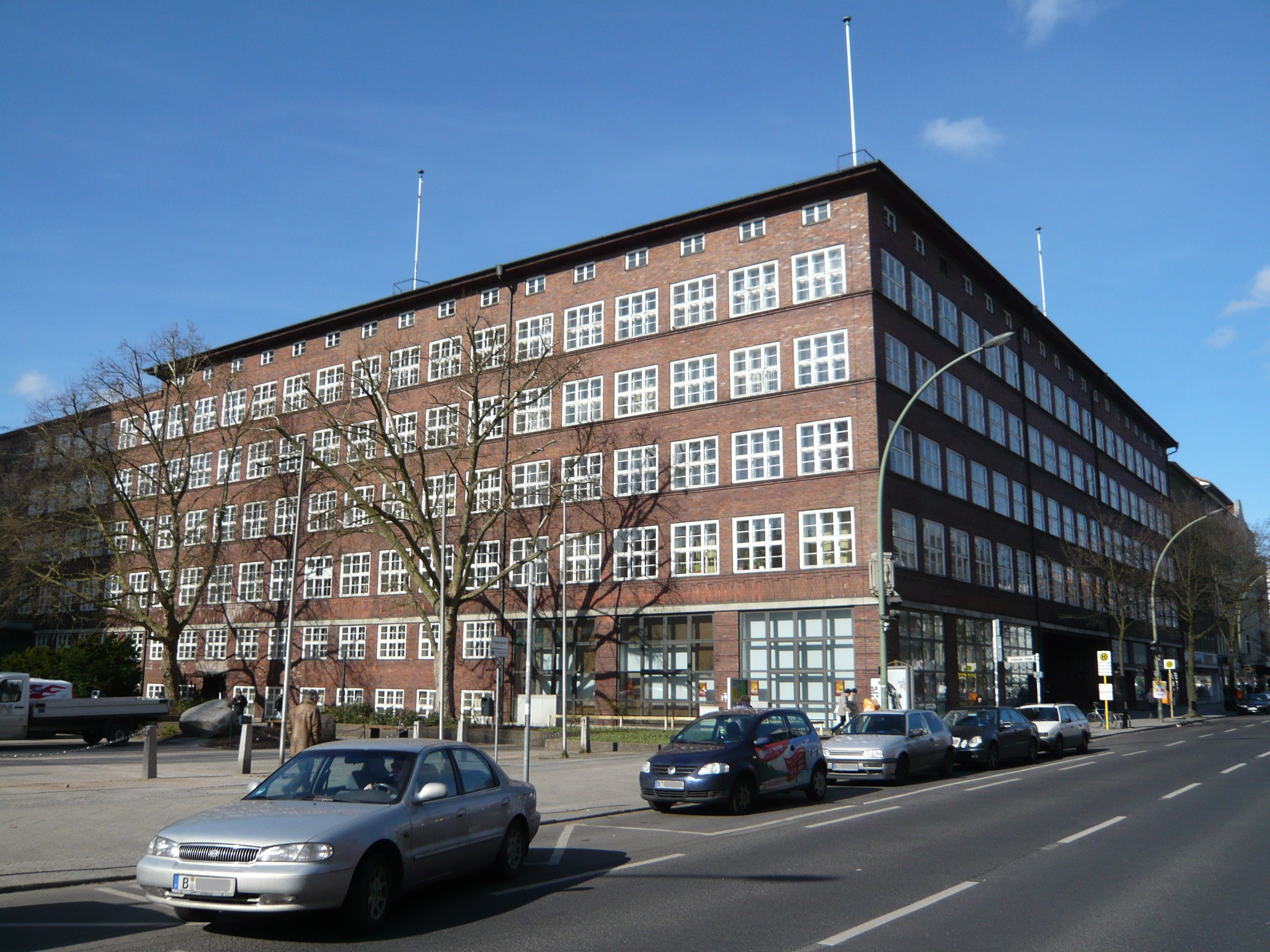
Rathaus Wedding nahe Leopoldplatz

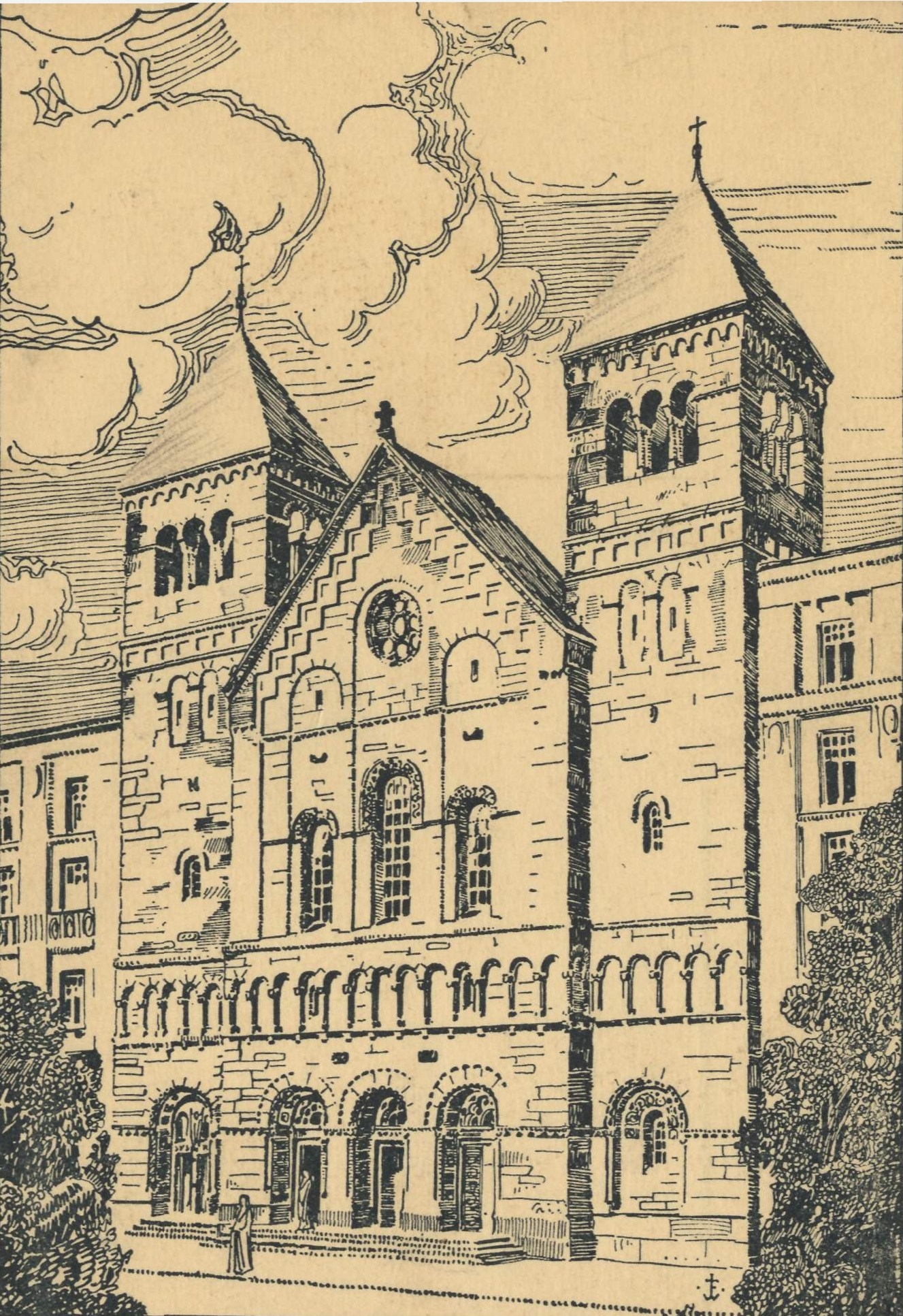
St. Joseph in einer Ansicht aus dem Jahr 1907

- Domfriedhof II der Oberpfarr- und Domkirche,
- Erika-Heß-Eisstadion,
- Firmengebäude der Bayer-Schering-Pharma (ehemals: Schering AG),
- Französisches Kulturzentrum, Müllerstraße 74, von Gerhard Laube, 1961[28],
- Friedrich-Ebert-Siedlung mit je einer Seite zur Müllerstraße[29],
- Gemeindeschulkomplex, Müllerstraße 158, 1893 von Hermann Blankenstein und Paul Hesse[30],
- Kurt-Schumacher-Haus, Müllerstraße 163, 1962 von Wilhelm Nemack[31] in dem die SPD-Landeszentrale Berlin ihren Sitz hat,
- Paul-Gerhardt-Stift,
- Sankt-Philippus-Apostel-Kirchhof, Müllerstraße 44/45 mit verschiedenen Grabmalen und dem Totengräberhaus,[32]
- Rathaus Wedding, Müllerstraße 146–177, mit einem Altbau aus dem Jahr 1930 und einem Neubau von 1966,[33]
- Schiller-Bibliothek, Neubau aus dem Jahr 2015,
- Ringbahnhof Wedding, Erstanlage 1890, Umbau 1930 und Einbeziehung in den Neubau der 2000er Jahre[34],
- St. Joseph, Müllerstraße[35],
- U-Bahn-Hauptwerkstatt der Nordsüdbahn AG, Müllerstraße 49[36],
- ehemaliger Straßenbahn-Betriebshof, Müllerstraße 77–81[37]
- Wohnanlage Ecke Dubliner Straße/Müllerstraße 70b/c[38],
- Wohnhaus Ecke Barfusstraße 2/Müllerstraße, 1904 von Heinrich Theising.[36]

## Verkehr
Der Durchgangsverkehr, besonders an der Kreuzung zur Seestraße, hat eine hohe Verkehrsdichte zur Folge. Vor den Sanierungsmaßnahmen ab 2010 gab es keine gesonderten Fahrstreifen für Radfahrer.
Kurz vor ihrem südlichen Ende am Weddingplatz liegt an der Berliner Ringbahn die S-Bahn-Station Wedding, wo eine Umsteigemöglichkeit zur Linie U6 der Berliner U-Bahn besteht. Die U-Bahn unterfährt den gesamten Straßenzug mit den Stationen (von Süd nach Nord) Reinickendorfer Straße, Wedding, Leopoldplatz, Seestraße, Rehberge sowie Afrikanische Straße. Am U-Bahnhof Leopoldplatz kann in die U-Bahn-Linie U9 umgestiegen werden.
Bis zu ihrer Stilllegung im Jahr 1958 verkehrten mehrere Linien der Straßenbahn über die gesamte Länge der Müllerstraße. Am 25. Oktober 1997 wurde durch die Seestraße die umbenannte und verlängerte frühere Linie 3, nun M13, geführt, die seitdem an der Kreuzung mit der Müllerstraße eine Haltestelle hat.